# Deutschland Tour 2006
Deutschland Tour 2006 rozpoczął się 1 sierpnia i trwał do 9 sierpnia. Wyścig przed rokiem zdominowała walka Gerolsteinera (Leipheimera) z T-Mobile (Ullrichem). Tegorocznym championem Niemiec został Jens Voigt.

## Etapy
| Etap    | Data       | Trasa                                             | Długość         | Zwycięzca etapu | Lider po etapie | Wikinews |
| ------- | ---------- | ------------------------------------------------- | --------------- | --------------- | --------------- | -------- |
| Prolog  | 1 sierpnia | Düsseldorf                                        | 5,5 (czasówka)  | Władimir Gusiew | Władimir Gusiew | wynik    |
| 1. etap | 2 sierpnia | Düsseldorf – Bielefeld                            | 198,2           | Assan Bazajew   | Władimir Gusiew | wyniki   |
| 2. etap | 3 sierpnia | Minden – Goslar                                   | 181,5           | Jens Voigt      | Władimir Gusiew | wyniki   |
| 3. etap | 4 sierpnia | Witzenhausen – Schweinfurt                        | 203,3           | Gerald Ciolek   | Władimir Gusiew | wyniki   |
| 4. etap | 5 sierpnia | Heidenheim – Bad Tölz                             | 203             | Graeme Brown    | Erik Zabel      | wyniki   |
| 5. etap | 6 sierpnia | Bad Tölz – Seefeld in Tirol (Austria)             | 192,1           | Levi Leipheimer | Jens Voigt      | wyniki   |
| 6. etap | 7 sierpnia | Seefeld in Tirol – St. Anton am Arlberg (Austria) | 196,6           | Jens Voigt      | Jens Voigt      | wyniki   |
| 7. etap | 8 sierpnia | Bad Säckingen                                     | 38,2 (czasówka) | Jens Voigt      | Jens Voigt      |          |
| 8. etap | 9 sierpnia | Bad Krozingen – Karlsruhe                         | 172,1           | Graeme Brown    | Jens Voigt      | wyniki   |

## Wyniki etapów

### Prolog
|    | Zawodnik            | Narodowość | Drużyna                        | Czas  |
| -- | ------------------- | ---------- | ------------------------------ | ----- |
| 1  | Władimir Gusiew     | Rosja      | Discovery Channel              | 6'42" |
| 2  | Linus Gerdemann     | Niemcy     | T-Mobile Team                  |       |
| 3  | Sebastian Lang      | Niemcy     | Team Gerolsteiner              | 1"    |
| 4  | László Bodrogi      | Węgry      | Crédit Agricole                | 3"    |
| 5  | Aleksiej Markow     | Rosja      | Caisse d’Épargne-Illes Balears | 8"    |
| 6  | Frédéric Finot      | Francja    | La Française des Jeux          | "     |
| 7  | Sébastien Rosseler  | Belgia     | Quick Step-Innergetic          |       |
| 8  | Iñigo Cuesta        | Hiszpania  | Team CSC                       |       |
| 9  | Tomas Vaitkus       | Litwa      | AG2R Prévoyance                | 9"    |
| 10 | Aleksandr Winokurow | Kazachstan | Team Astana                    |       |

### 1 etap
|    | zawodnik          | narodowość | czas         |
| -- | ----------------- | ---------- | ------------ |
| 1  | Assan Bazajew     | Kazachstan | 4h 43' 10"   |
| 2  | Danilo Napolitano | Włochy     | ten sam czas |
| 3  | Erik Zabel        | Niemcy     | ten sam czas |
| 4  | André Greipel     | Austria    | ten sam czas |
| 5  | Aleksandr Ojesow  | Białoruś   | ten sam czas |
| 6  | Claudio Corioni   | Włochy     | ten sam czas |
| 7  | Vicente Reynes    | Hiszpania  | ten sam czas |
| 8  | Manuele Mori      | Włochy     | ten sam czas |
| 9  | Roy Sentjens      | Belgia     | ten sam czas |
| 10 | Josep Jufre       | Hiszpania  | ten sam czas |

|   | Zawodnik        | Narodowość | Drużyna           | Czas      |
| - | --------------- | ---------- | ----------------- | --------- |
| 1 | Władimir Gusiew | Rosja      | Discovery         | 4h 49'47" |
| 2 | Linus Gerdemann | Niemcy     | T-Mobile Team     | 1"        |
| 3 | Sebastian Lang  | Niemcy     | Team Gerolsteiner | 2"        |

### 2 etap
|   | Zawodnik           | Narodowość | Drużyna | Czas      |
| - | ------------------ | ---------- | ------- | --------- |
| 1 | Jens Voigt         | Niemcy     | CSC     | 4h 22'25" |
| 2 | Davide Rebellin    | Włochy     | GST     |           |
| 3 | Andriej Kaszeczkin | Kazachstan | AWT     |           |

|   | Zawodnik        | Narodowość | Drużyna | Czas      |
| - | --------------- | ---------- | ------- | --------- |
| 1 | Władimir Gusiew | Rosja      | DSC     | 9h 12'17" |
| 2 | Linus Gerdemann | Niemcy     | TMO     | 1"        |
| 3 | Davide Rebellin | Włochy     | GST     | 7"        |

### 3 etap
|   | Zawodnik      | Narodowość | Drużyna       | Czas         |
| - | ------------- | ---------- | ------------- | ------------ |
| 1 | Gerald Ciolek | Niemcy     | Team Wiesenof | 4h 56'22"    |
| 2 | Erik Zabel    | Niemcy     | Team Milram   | ten sam czas |
| 3 | André Greipel | Niemcy     | Astana-Würth  | ten sam czas |

|   | Zawodnik        | Narodowość | Drużyna           | Czas      |
| - | --------------- | ---------- | ----------------- | --------- |
| 1 | Władimir Gusiew | Rosja      | Discovery Channel | 9h 12'17" |
| 2 | Erik Zabel      | Niemcy     | Team Millram      | 1"        |
| 3 | Linus Gerdemann | Niemcy     | T-Mobile Team     | 1"        |

### 4 etap
|   | Zawodnik          | Narodowość | Drużyna           | Czas     |
| - | ----------------- | ---------- | ----------------- | -------- |
| 1 | Graeme Brown      | Australia  | Rabobank          | 4h34'38" |
| 2 | Stefan Schumacher | Niemcy     | Team Gerolsteiner | =        |
| 3 | Erik Zabel        | Niemcy     | Team Milram       | =        |

|   | Zawodnik        | Narodowość | Drużyna       | Czas       |
| - | --------------- | ---------- | ------------- | ---------- |
| 1 | Erik Zabel      | Niemcy     | Team Milram   | 18h 43'10" |
| 2 | Władimir Gusiew | Rosja      | Discovery     | 7"         |
| 3 | Linus Gerdemann | Niemcy     | T-Mobile Team | 8"         |

### 5 etap
|   | Zawodnik           | Kraj              | Drużyna           | Czas     |
| - | ------------------ | ----------------- | ----------------- | -------- |
| 1 | Levi Leipheimer    | Stany Zjednoczone | Team Gerolsteiner | 3h44'20" |
| 2 | Andriej Kaszeczkin | Kazachstan        | Team Astana       | 3"       |
| 3 | Marzio Bruseghin   | Włochy            | Lampre-Fondital   | 3"       |

|   | Zawodnik         | Narodowość | Drużyna           | Czas       |
| - | ---------------- | ---------- | ----------------- | ---------- |
| 1 | Jens Voigt       | Niemcy     | Team CSC          | 22h 27'51" |
| 2 | Władimir Gusiew  | Rosja      | Discovery Channel | 3"         |
| 3 | Marzio Bruseghin | Włochy     | Lampre-Fondital   | 15"        |

### 6 etap
|   | Zawodnik           | Narodowość        | Drużyna | Czas      |
| - | ------------------ | ----------------- | ------- | --------- |
| 1 | Jens Voigt         | Niemcy            | CSC     | 5h 11'48" |
| 2 | Levi Leipheimer    | Stany Zjednoczone | GST     | 2"        |
| 3 | Andriej Kaszeczkin | Kazachstan        | AWT     | 8"        |

|   | Zawodnik          | Narodowość        | Drużyna | Czas       |
| - | ----------------- | ----------------- | ------- | ---------- |
| 1 | Jens Voigt        | Niemcy            | CSC     | 27h 39'29" |
| 2 | Levi Leipheimer   | Stany Zjednoczone | GST     | 24"        |
| 3 | Jewgienij Pietrow | Rosja             | LAM     | 56"        |

### 7 etap
|   | Zawodnik       | Narodowość | Drużyna | Czas   |
| - | -------------- | ---------- | ------- | ------ |
| 1 | Jens Voigt     | Niemcy     | CSC     | 45'03" |
| 2 | László Bodrogi | Węgry      | C.A.    | 1'03"  |
| 3 | Sebastian Lang | Niemcy     | GST     | 1'04"  |

|   | Zawodnik           | Narodowość        | Drużyna | Czas       |
| - | ------------------ | ----------------- | ------- | ---------- |
| 1 | Jens Voigt         | Niemcy            | CSC     | 28h 24'32" |
| 2 | Levi Leipheimer    | Stany Zjednoczone | GST     | 1'38"      |
| 3 | Andriej Kaszeczkin | Kazachstan        | AWT     | 2'23"      |

### 8 etap
|   | Zawodnik          | Narodowość | Drużyna | Czas     |
| - | ----------------- | ---------- | ------- | -------- |
| 1 | Graeme Brown      | Australia  | RAB     | 3h46'38" |
| 2 | Erik Zabel        | Niemcy     | MRM     | s.t"     |
| 3 | Danilo Napolitano | Włochy     | LAM     | s.t"     |

|   | Zawodnik           | Narodowość        | Drużyna | Czas       |
| - | ------------------ | ----------------- | ------- | ---------- |
| 1 | Jens Voigt         | Niemcy            | CSC     | 32h 11'10" |
| 2 | Levi Leipheimer    | Stany Zjednoczone | GST     | 1'38"      |
| 3 | Andriej Kaszeczkin | Kazachstan        | AWT     | 2'23"      |

## Klasyfikacje końcowe

### Klasyfikazja generalna
|    | Zawodnik           | Kraj              | Drużyna                            | Czas       |
| -- | ------------------ | ----------------- | ---------------------------------- | ---------- |
| 1  | Jens Voigt         | Niemcy            | Team CSC                           | 32h 11'10" |
| 2  | Levi Leipheimer    | Stany Zjednoczone | Team Gerolsteiner                  | 1'38"      |
| 3  | Andriej Kaszeczkin | Kazachstan        | Team Astana                        | 2'23"      |
| 4  | Władimir Gusiew    | Rosja             | Discovery Channel Pro Cycling Team | 2'33"      |
| 5  | Jewgienij Pietrow  | Rosja             | Lampre-Fondital                    | 2'57"      |
| 6  | Marzio Bruseghin   | Włochy            | Lampre-Fondital                    | 3'42"      |
| 7  | Iñigo Cuesta       | Hiszpania         | Team CSC                           | 4'08"      |
| 8  | Stijn Devolder     | Holandia          | Discovery Channel Pro Cycling Team | 4'09"      |
| 9  | Eddy Mazzoleni     | Włochy            | T-Mobile Team                      | 4'36"      |
| 10 | Pablo Lastras      | Hiszpania         | Caisse d’Épargne-Illes Balears     | 4'38"      |

### Klasyfikacja górska
|   | Zawodnik           | Kraj       | Drużyna           | Punkty |
| - | ------------------ | ---------- | ----------------- | ------ |
| 1 | Sebastian Lang     | Niemcy     | Team Gerolsteiner | 21     |
| 2 | Andriej Kaszeczkin | Kazachstan | Team Astana       | 21     |
| 3 | Jens Voigt         | Niemcy     | Team CSC          | 20     |

### Klasyfikacja punktowa
|   | Zawodnik           | Kraj       | Drużyna     | Punkty |
| - | ------------------ | ---------- | ----------- | ------ |
| 1 | Erik Zabel         | Niemcy     | Team Milram | 115    |
| 2 | Jens Voigt         | Niemcy     | Team CSC    | 88     |
| 3 | Andriej Kaszeczkin | Kazachstan | Team Astana | 62     |

### Klasyfikacja młodzieżowa
|   | Zawodnik          | Kraj     | Drużyna                            | Punkty     |
| - | ----------------- | -------- | ---------------------------------- | ---------- |
| 1 | Władimir Gusiew   | Rosja    | Discovery Channel Pro Cycling Team | 32h 13'43" |
| 2 | Stefan Schumacher | Niemcy   | Team Gerolsteiner                  | 2'15"      |
| 3 | Thomas Dekker     | Holandia | Rabobank                           | 3'49"      |

### Klasyfikacja drużynowa
|   | Dtużyna                            | Kraj              | Czas       |
| - | ---------------------------------- | ----------------- | ---------- |
| 1 | Team Gerolsteiner                  | Niemcy            | 96h 42'18" |
| 2 | Team CSC                           | Dania             | 13"        |
| 3 | Discovery Channel Pro Cycling Team | Stany Zjednoczone | 3'01"      |

### Posiadanie koszulek
| Etap (Zwycięzca etapu)   | Klasyfikacja generalna | Klasyfikacja punktowa | Klasyfikacja górska | Klasyfikacja młodzieżowa | Klasyfikacja drużynowa             | Najaktywniejszy kolarz |
| ------------------------ | ---------------------- | --------------------- | ------------------- | ------------------------ | ---------------------------------- | ---------------------- |
| Prolog (Władimir Gusiew) | Władimir Gusiew        | Władimir Gusiew       | Władimir Gusiew     | Władimir Gusiew          | Discovery Channel Pro Cycling Team | brak                   |
| Etap 1 (Assan Bazajew)   | Władimir Gusiew        | Władimir Gusiew       | Stefan Schumacher   | Władimir Gusiew          | Discovery Channel Pro Cycling Team | Andreas Matzbacher     |
| Etap 2 (Jens Voigt)      | Władimir Gusiew        | Władimir Gusiew       | Davide Rebellin     | Władimir Gusiew          | Team Gerolsteiner                  | Ronny Scholz           |
| Etap 3 (Gerald Ciolek)   | Władimir Gusiew        | Erik Zabel            | Stefan Schumacher   | Władimir Gusiew          | Team Gerolsteiner                  | Marco Pinotti          |
| Etap 4 (Graeme Brown)    | Erik Zabel             | Erik Zabel            | Stefan Schumacher   | Władimir Gusiew          | Team Gerolsteiner                  | Marcel Sieberg         |
| Etap 5 (Levi Leipheimer) | Jens Voigt             | Erik Zabel            | Andriej Kaszeczkin  | Władimir Gusiew          | Team CSC                           | Sven Teutenberg        |
| Etap 6 (Jens Voigt)      | Jens Voigt             | Erik Zabel            | Sebastian Lang      | Władimir Gusiew          | Team CSC                           | Erik Zabel             |
| Etap 7 (Jens Voigt)      | Jens Voigt             | Erik Zabel            | Sebastian Lang      | Władimir Gusiew          | Team Gerolsteiner                  | brak                   |
| Etap 8 (Graeme Brown)    | Jens Voigt             | Erik Zabel            | Sebastian Lang      | Władimir Gusiew          | Team Gerolsteiner                  | brak                   |
| Wyniki                   | Jens Voigt             | Erik Zabel            | Sebastian Lang      | Władimir Gusiew          | Team Gerolsteiner                  |                        |